# La famiglia McKellan
La famiglia McKellan (Family Reunion) è una serie televisiva statunitense creata da Meg DeLoatch e diretta da Eric Dean Seaton.

## Trama
La serie segue una famiglia di sei persone che viaggia da Seattle, nello stato di Washington, a Columbus, in Georgia, per la riunione della famiglia McKellan.

## Episodi
| Stagione         | Parte              | Episodi | Pubblicazione USA | Pubblicazione Italia |
| ---------------- | ------------------ | ------- | ----------------- | -------------------- |
| Prima stagione   | Parte 1            | 10      | 2019              | 2019                 |
| Prima stagione   | Parte 2            | 9       | 2020              | 2020                 |
| Seconda stagione | Parte 3            | 8       | 2021              | 2021                 |
| Seconda stagione | Parte 4            | 6       | 2021              | 2021                 |
| Seconda stagione | Speciale natalizio | 1       | 2021              | 2021                 |
| Terza stagione   | Parte 5            | 10      | 2022              | 2022                 |

## Personaggi e interpreti
- Cocoa McKellan, interpretata da Tia Mowry, doppiata da Valentina De Marchi
- Moz McKellan, interpretato da Anthony Alabi, doppiato da Massimo Bitossi
- Jade McKellan, interpretata da Talia Jackson, doppiata da Emanuela Ionica
- Shaka McKellan, interpretato da Isaiah Russell-Bailey, doppiato da Alessandro Carloni
- Mazzi McKellan, interpretato da Cameron J. Wright, doppiato da Diego Croce
- Ami McKellan, interpretata da Jordyn Raya James, doppiata da Charlotte Infussi d'Amico
- Amelia "M'Dear" McKellan, interpretata da Loretta Devine, doppiata da Rita Baldini
- Nonno Jeb, interpretato da Richard Roundtree, doppiato da Gerolamo Alchieri
- Maybelle McKellan, interpretata da Telma Hopkins, doppiata da Stefania Romagnoli
- Zio Daniel, interpretato da Warren Burke, doppiato da Alessandro Quarta
- Elvis, interpretato da Lance Alexander, doppiato da Lorenzo Crisci
- Brooke (amica di Shaka), interpretata da Akira Jolie Akbar, doppiata da Anita Ferraro

## Produzione

### Sviluppo
Il 17 ottobre 2018, è stato annunciato che Netflix ha ordinato la serie per una prima stagione composta da venti episodi. La serie è stata creata da Meg DeLoatch, che ha lavorato anche come produttore esecutivo. La produzione è iniziata a Los Angeles. La serie verrà rilasciata il 10 luglio 2019.

### Casting
Accanto all'annuncio di serie, è stato riferito che Tia Mowry, Loretta Devine, Anthony Alabi, Talia Jackson, Isaiah Russell-Bailey, Cameron J. Wright e Jordyn James erano stati ingaggiati in ruoli regolari nella serie.

## Distribuzione
La prima stagione, composta da 20 episodi, viene distribuita da Netflix in due parti, di cui i primi dieci sono stati rilasciati il 10 luglio 2019. Il 9 dicembre 2019 è stato diffuso un episodio speciale natalizio. I restanti nove episodi sono stati pubblicati a gennaio 2020.
Il 17 settembre 2019, la serie è stata rinnovata per una seconda stagione, i cui primi 8 episodi sono stati distribuiti il 5 aprile 2021, mentre altri 7 episodi il 26 agosto 2021.
Il 27 ottobre 2022, la seria è stata rinnovata per una terza stagione, composta da 10 episodi.